# Elizabeth Robinson Abbott
Elizabeth Osborne Robinson Abbott (Lowell, Estados Unidos, 11 de septiembre de 1852-Malden, Estados Unidos, 27 de septiembre de 1926) fue una educadora estadounidense, considerada pionera a la hora de introducir guarderías en el estado de Connecticut.

## Biografía
Hija de William Stevens Robinson y Harriet Hanson, se interesó desde joven en el método de las guarderías para la enseñanza, gracias, en gran parte, a los textos de Elizabeth P. Peabody. Se habría dedicado a ese trabajo de no ser por el fallecimiento de su padre, que la obligó a ganarse la vida. Así, fue profesora en una escuela de Maine y dirigió una escuela privada. Aprendió también a llevar la contabilidad y escribir a máquina.
Puesto que los bajos sueldos que recibía al ser mujer no eran suficientes, tuvo que aceptar un puesto como «segunda asistenta» en un parvulario regido por la señora Shaw en el North End de Boston. Allí, sin embargo, tuvo la posibilidad de asistir a clases impartidas por Phoebe Adam y Lucy H. Symonds, lo que haría posible cumplir su sueño de ejercer de profesora en una guardería. La primera, además, también le dio dinero.
Se casó con George S. Abbott en 1885, pero esto no provocó que dejara de ejercer de profesora. Su primer periodo como profesora de guardería tuvo lugar en una guardería de Boston. Marchó después a Waterbury, Connecticut, donde, en la escuela de Hillside Avenue, introdujo su método de enseñanza.
Se mantuvo siempre interesada en las guarderías e incluso ofreció su casa como espacio para mantener alguna. Es por ello que se la considera una de las pioneras en ese campo en el estado de Connecticut.
Aunque no destacó por sus escritos o su oratoria, mostró interés por el progreso de la situación de las mujeres. Dirigió, así, varios clubes dedicados a su empoderamiento.
Postrada en una silla de ruedas durante los once últimos años de su vida, falleció finalmente en 1926, a los 74 años de edad.

## Atribución
- Este artículo contiene texto traducido desde una publicación que se encuentra ahora en dominio público: Willard, Frances Elizabeth; Livermore, Mary Ashton Rice (1897). American Women: Fifteen Hundred Biographies with Over 1,400 Portraits : a Comprehensive Encyclopedia of the Lives and Achievements of American Women During the Nineteenth Century. Mast, Crowell & Kirkpatrick.

- Datos: Q30525141
- Multimedia: Elizabeth Robinson Abbott / Q30525141